# Centros de poder
Los centros de poder son regiones específicas del planeta en las que predomina, por un tiempo breve o extenso, un grado de influencia política, económica y cultural, definiéndose así eras particulares en la historia de la humanidad. En la Antigüedad, los centros de poder estaban limitados a las civilizaciones mismas, mientras que en la actualidad existen diferencias entre el primer mundo y el tercer mundo, principalmente, un coto pues las características del poder dependen de la nacionalidad y de la región.
- Datos: Q5060066